# Crédit Agricole

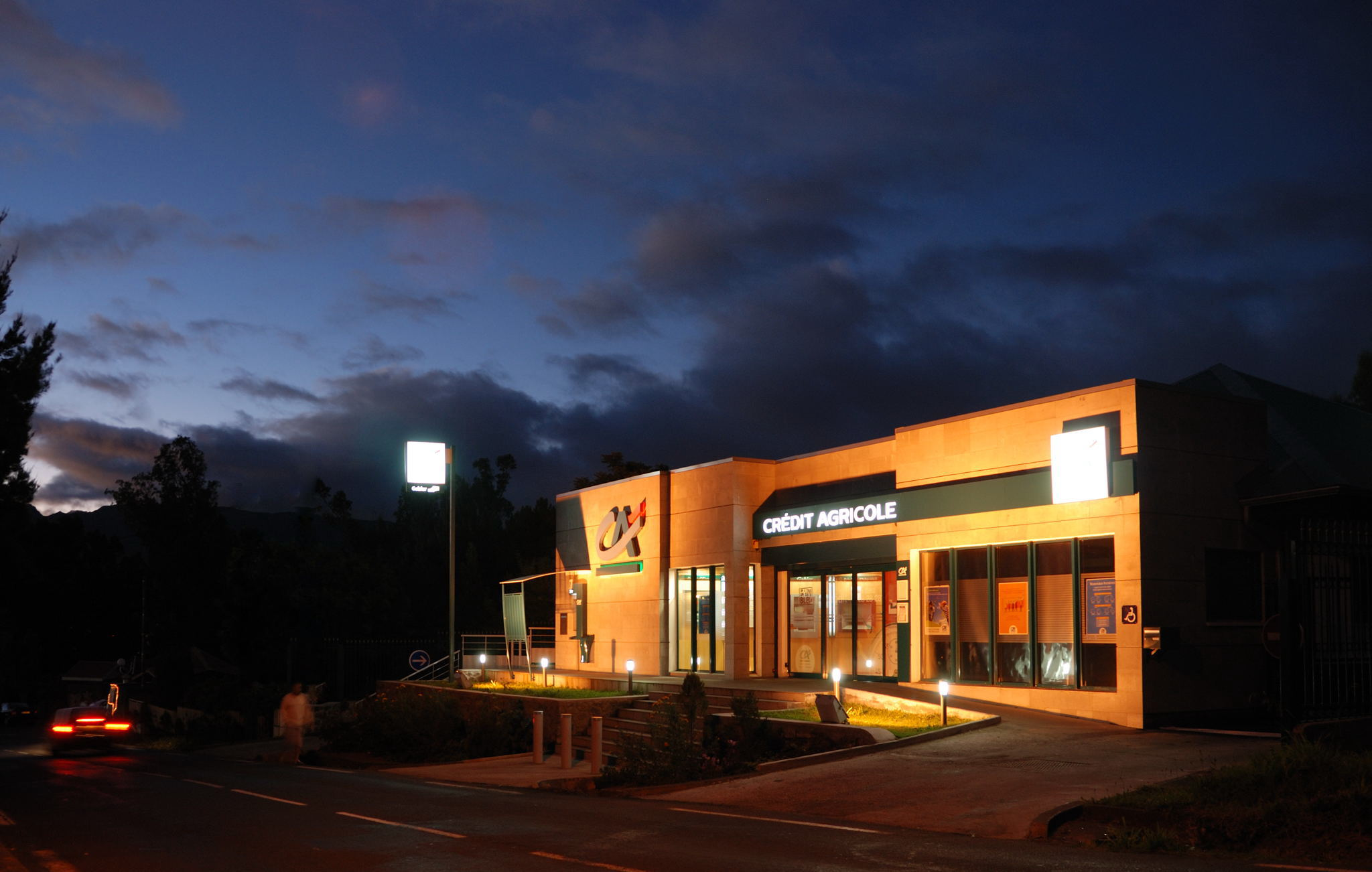
Credit Agricole

Crédit Agricole, «Креди Агриколь» — французский финансовый конгломерат, вместе с BNP Paribas, Société Générale и Groupe BPCE составляющий «большую четвёрку» банковского рынка страны. На 2018 год занимает десятое место среди крупнейших банков мира по активам. С 2011 года входит в число глобально системно значимых банков. Crédit Agricole S.A. является основной компанией группы Crédit Agricole; группа также включает банк Crédit Lyonnais, ряд банков в других странах, страховую компанию и компанию по управлению активами Amundi. Группа присутствует в 48 странах и обслуживает 52 млн клиентов через сеть из 10 тысяч отделений (из них 8200 во Франции).

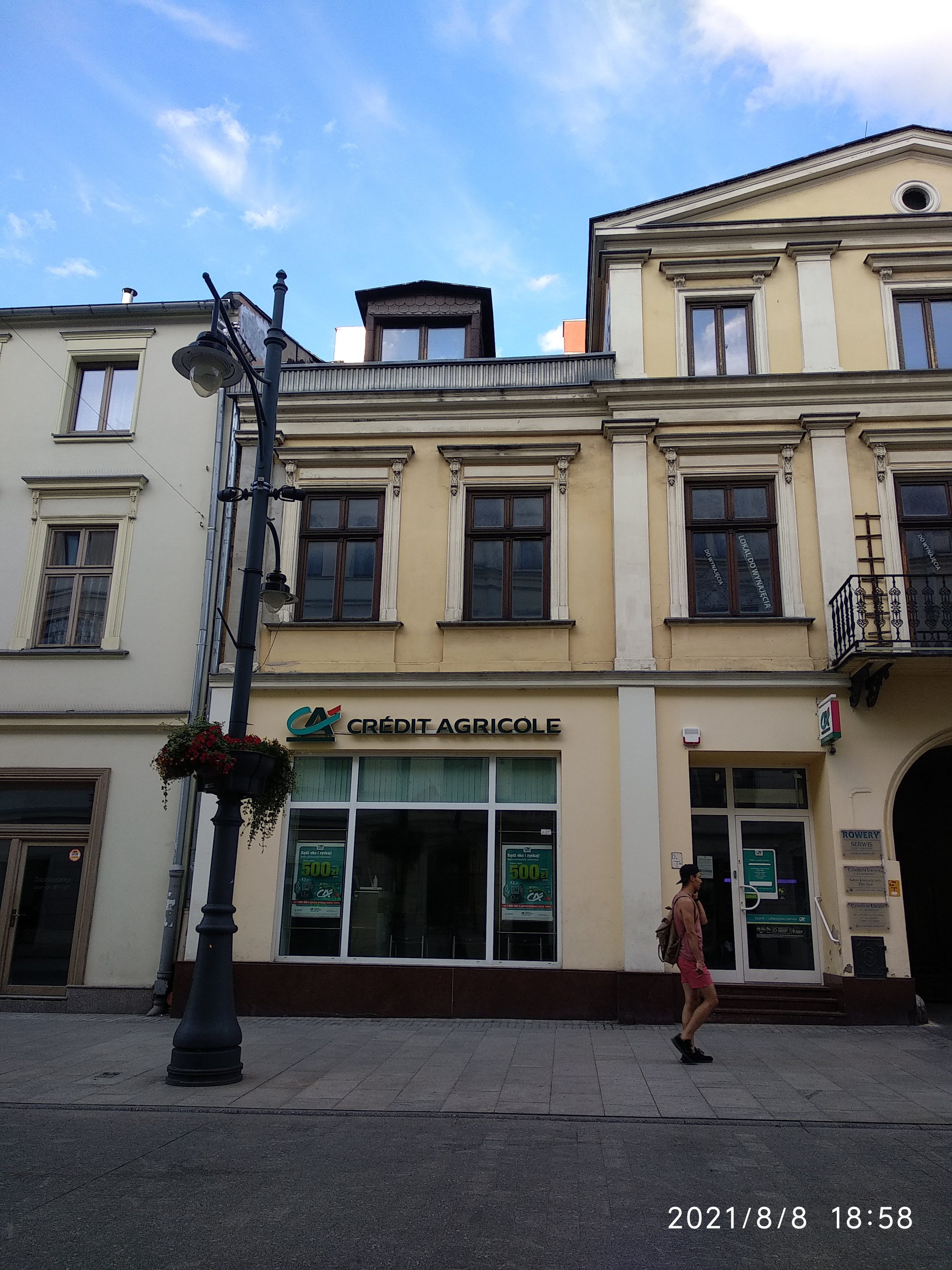

## История
В XIX веке и первой половине XX века основой сельского хозяйства во Франции были небольшие семейные фермы, которым было трудно получить кредит в банке на модернизацию. С середины XIX века предпринимались попытки создать банк, ориентированный сугубо на сельскохозяйственные кредиты, но первое успешное общество появилось лишь в 1885 году и имело форму фермерского кооператива. 5 ноября 1894 года был принят закон, установивший правила создания таких кооперативов, давший им монополию на предоставление кредитов фермерам и сделавший их деятельность не облагаемой налогом. С 1897 года Банк Франции начал оказывать финансовую поддержку таким обществам, в 1899 году были созданы региональные банки, ставшие посредниками между фермерскими кооперативами и министерством сельского хозяйства. Первая мировая война нанесла большой урон аграрному сектору экономики Франции, довоенный уровень производства был достигнут только к 1930 году. В 1920 году был создан национальный орган по контролю за региональными банками, обеспечивавших работу фермерских кооперативов, в 1926 году он получил название Caisse Nationale de Crédit Agricole (Национальная касса сельскохозяйственного кредита, CNCA).
В годы Второй мировой войны правительство Виши установило жёсткий контроль над Crédit Agricole и другими оставшимися во Франции банками; в целом модель их сотрудничества оказалась вполне эффективной и позволила избежать такого упадка в сельском хозяйстве, который был во время и после Первой мировой войны. После окончания Второй мировой войны Crédit Agricole оказался среди национализированных банков, в финансовом секторе была создана иерархия во главе с Министерством финансов и Банком Франции. Начался процесс модернизации аграрного комплекса, в которой основную роль играл Crédit Agricole, фонды региональных обществ выросли с 1,6 млрд франков в 1938 году до 28 млрд в 1946 году. В 1966 году банк получил разрешение на открытие дочерних структур, а также предоставлять кредиты не только фермерам. В этом же году было создано инвестиционное подразделение, со следующего года банк начал хранить резервы не в хранилищах Банка Франции, а в собственных. С 1975 года Crédit Agricole начал расширять свою деятельность за рубеж, в 1977 году благодаря падению курса доллара по отношению к франку на непродолжительное время стал крупнейшим банком в мире. В 1978 году чистая прибыль в 400 млн франков превысила чистую прибыль четырёх других крупнейших банков Франции вместе взятых, также банк начал выход на рынок ипотечного кредитования. Эти успехи привели к тому, что в этом году банк был лишён налоговых льгот, также на три года ему было запрещено открывать новые отделения в городах, где не было потребности в сельскохозяйственных кредитах.
В 1979 году в Чикаго было открыто первое зарубежное отделение, за ним последовали отделения в Лондоне и Нью-Йорке, к середине десятилетия отделения имелись в Северной и Латинской Америке, Европе, Азии и на Ближнем Востоке. Дочерние структуры банка занимались выпуском платёжных карт, лизингом и туристическим бизнесом, к 1982 году лишь треть активов банка была связана с сельским хозяйством. В 1985 году была основана дочерняя компания Predica, занимающаяся страхованием жизни, уже к 1988 году она стала второй крупнейшей во Франции в этой сфере. В 1990 году через дочернюю компанию Pacifica начали предоставляться другие виды страхования.
В 1987 году прошло преобразование Crédit Agricole из государственной во взаимную компанию, 90 % акций были переданы региональным банкам, большая часть оставшихся 10 % была распределена между сотрудниками; государство оставило за собой лишь небольшую долю. В 1988 году были куплены две парижские брокерские конторы, Bertrand Michel и Yves Soulié. В 1989 году банк был лишён монополии на предоставление кредитов фермерам и, фактически, стал обычным универсальным банком.
В 2001 году Crédit Agricole был преобразован в акционерную компанию Crédit Agricole S.A., её акции были размещены на парижской бирже. Crédit Agricole начал расширяться за счёт поглощений, таких как Banque Indosuez (1996 год), доли в Sofinco (1999 год) и Finaref (2003 год). В 2003 году произошло слияние с Crédit Lyonnais, в ходе последовавшей реорганизации в 2006 году было создано подразделение корпоративного и инвестиционного банкинга (Crédit Agricole Corporate and Investment Bank, CA CIB). В 2004—05 годах были созданы дочерние структуры в Египте, Украине, Сербии, Греции, Италии и Португалии. В 2010 году была основана дочерняя компания по управлению активами Amundi, через пять лет её акции были размещены на бирже (на 2017 год она была десятой крупнейшей в мире по размеру активов под управлением, $1,709 трлн).
В 2012 году Crédit Agricole S.A. показал рекордный убыток в 6,5 млрд евро, что было связано с финансовыми проблемами в Греции, Италии и Португалии, в частности продаже за 1 евро греческого Emporiki Bank.

## Собственники и руководство
Основным собственником является объединение 39 региональных банков через региональный банк Корсики SAS Rue La Boétie, ему на апрель 2019 года принадлежало 56,26 % акций; институциональным инвесторам принадлежало 31,9 %, частным инвесторам — 7,27 %, сотрудникам — 4,42 %, казначейские акции — 0,15 %.
- Доминик Лефевр (Dominique Lefebvre) — председатель совета директоров с 2015 года, член совета директоров с 2007 года; ранее возглавлял несколько региональных банков.
- Филипп Брассак[англ.] (Philippe Brassac, род. 31 августа 1959 года) — главный исполнительный директор с 2015 года, в Crédit Agricole с 1982 года. Также заместитель председателя исполнительного комитета Федерации банкиров Франции[1].

## Деятельность

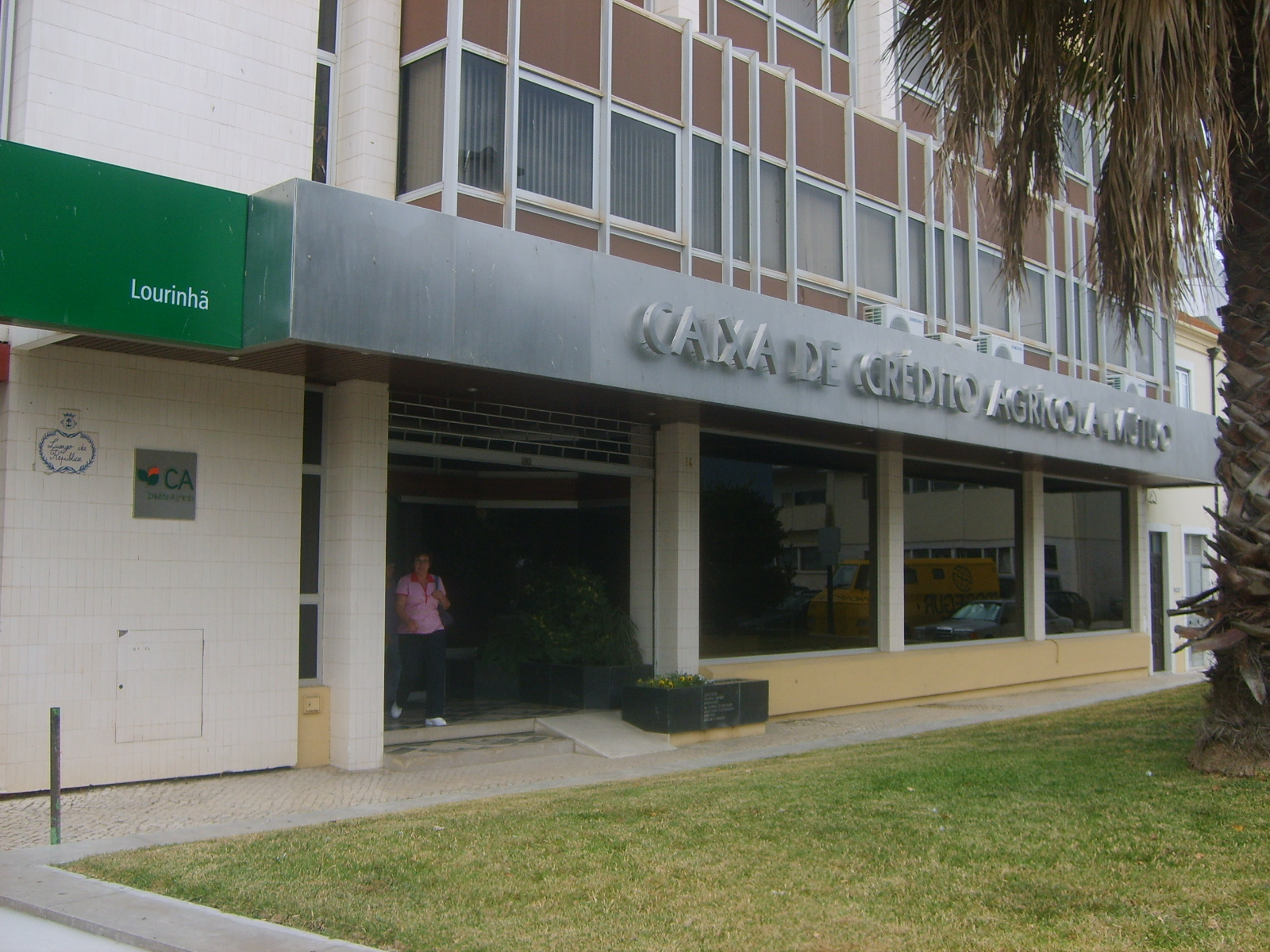
Credito Agricola

Деятельность Crédit Agricole включает следующие направления:
- розничный банкинг приносит около 30,7 % выручки; во Франции у банка 6 млн клиентов, услуги предоставляются через сеть из 1700 отделений Crédit Lyonnais, а также через 39 региональных банков (их сеть из 6800 отделений является крупнейшей в стране); зарубежная сеть насчитывает 2117 отделений, обслуживает 5,3 млн клиентов и приносит 44 % выручки розничного банкинга.
- управление активами, страхование и частный банкинг даёт 28,8 % выручки группы.
- корпоративный и инвестиционный банкинг приносит 26,7 % выручки; обслуживает крупные корпорации, в том числе предоставляет средства для поглощений и реализации проектов, осуществляет финансовые консультации и операции с акциями.
- специальные финансовые услуги — лизинг и факторинг, по обоим направлениям лидер внутреннего рынка; это направление приносит 13,8 % выручки.

На конец 2020 года размер принятых депозитов составлял 963 млрд евро, а выданных кредитов — 985 млрд евро.
Дочерние розничные банки имеются в Италии, Польше, Египте, Украине, Румынии и Сербии, а также марокканский Crédit du Maroc. Географическое распределение выручки:
- Франция — 52,9 %;
- Италия — 16,1 %;
- остальная Европа — 18,9 %;
- Северная Америка — 5,5 %;
- Япония — 1,6 %;
- остальная Азия и Океания — 2,5 %;
- Африка и Ближний Восток — 2,3 %;
- Центральная и Южная Америка — 0,2 %.

Основной составляющей группы является Crédit Agricole S.A., на неё в 2018 году приходилось 19,7 млрд из 32,8 млрд евро выручки, 1,62 трлн из 1,85 трлн евро активов, 65,5 млрд из 112,2 млрд евро собственного капитала.
В списке крупнейших публичных компаний мира Forbes Global 2000 за 2019 год Crédit Agricole заняла 104-е место, в том числе 167-е по обороту, 160-е по чистой прибыли, 15-е по активам и 337-е по рыночной капитализации.
|                | 2009 | 2010 | 2011  | 2012 | 2013 | 2014 | 2015 | 2016 | 2017 | 2018 |
| -------------- | ---- | ---- | ----- | ---- | ---- | ---- | ---- | ---- | ---- | ---- |
| Оборот         | 89,1 | 87,7 | 69,5  | 63,5 | 64,8 | 48,5 | 38,2 | 18,6 | 21,1 | 52,2 |
| Чистая прибыль | 1,3  | 1,6  | 0,327 | -2,7 | 3,3  | 3,1  | 3,9  | 3,5  | 3,6  | 4,7  |
| Активы         | 2234 | 2138 | 2238  | 2132 | 2093 | 1923 | 1661 | 1608 | 1862 | 1857 |

|                  | Активы, трлн евро | Депозиты, млрд евро | Собственные средства, млрд евро | Выручка, млрд евро | Чистая прибыль, млрд евро | Рыночная капитализация, млрд евро | Сотрудников, тыс. чел. |
| ---------------- | ----------------- | ------------------- | ------------------------------- | ------------------ | ------------------------- | --------------------------------- | ---------------------- |
| BNP Paribas      | 2,489             | 941                 | 117,3                           | 44,28              | 7,067                     | 53,9                              | 189,5                  |
| Crédit Agricole  | 2,218             | 963                 | 126,5                           | 33,60              | 5,573                     | 38,4                              | 142                    |
| Société Générale | 1,462             | 456,1               | 66,98                           | 22,11              | 0,196                     | 22,5                              | 149                    |
| Groupe BPCE      | 1,446             | 816                 | 78,41                           | 22,54              | 1,610                     | -                                 | 105                    |

Примечание. Данные за 2020 год, рыночная капитализация на июнь 2021 года.
В России банковская группа Crédit Agricole представлена дочерней организацией АО «Креди Агриколь Корпоративный и Инвестиционный Банк». Ключевыми направлениями деятельности российской «дочки» являются обслуживание и кредитование корпоративных клиентов, торговля производными финансовыми инструментами, а также операции на валютном и межбанковском рынках. Несмотря на участие в системе страхования вкладов, в банке практически отсутствуют средства физических лиц. Основным источником фондирования выступают средства юрлиц. Конечным акционером является Credit Agricole S. A. (Франция). Имеет 2 филиала: в Санкт-Петербурге и Москве.